# Paperin Meschino
Paperin Meschino è una storia a fumetti della Disney scritta da Guido Martina e disegnata da Pier Lorenzo De Vita e pubblicata sul periodico Topolino nel 1958 e più volte ristampata in Italia e all'estero. È una parodia del romanzo Il Guerrin Meschino di Andrea da Barberino.

## Storia editoriale
Apparsa inizialmente divisa in tre puntate sul periodico Topolino nº197, 198 e 199 dal 25 ottobre al 25 novembre 1958 è stata più volte ristampata in Italia e all'estero.

## Trama
In seguito a una giornata particolarmente ricca di sventure, Paperino si reca da Archimede Pitagorico per tentare di scoprire l'origine della sua sfortuna; l'inventore, per mezzo di una particolare pozione, lo fa tornare indietro nel tempo fino al XV secolo. Il re d'Albania Milone Paperone, antenato di Zio Paperone, vuole trasferire i suoi tesori ma temendo i pirati camuffa il carico fingendo di trasportare delle uova. L'assalto si verifica e nel corso della battaglia  viene perso un uovo degli allevamenti reali. Esso viene raccolto da una strega che si appresta a mangiarlo. Ma l'uovo si rompe e ne nasce un piccolo papero. La strega, avendo rischiato di morire soffocata per lo spavento, lancia una maledizione sul papero:«Poiché tu m'hai fatto andare il pranzo di traverso, così tutto vada di traverso a te, ai tuoi figli e ai figli dei tuoi figli per mille anni!».
Cacciato via dalla strega, il paperetto viene raccolto da Monna Papera che decide di accudirlo come un figlio. Il piccolo cresce così nella sua fattoria, talmente perseguitato dalla sfortuna da guadagnarsi il nome di Meschino. Una volta cresciuto è imbarcato su una galera con Milone, spodestato dal suo regno. I due riescono a fuggire e fanno un patto: se Meschino riuscirà a fargli riavere il trono, Milone gli donerà tanta terra quanta lui riuscirà ad arare in un giorno intero.
Meschino si reca a Brindisi, dove si sta tenendo un torneo che mette in palio la corona di Milone. Aiutato da Pippo, un maniscalco che gli confeziona un'armatura, il papero riesce a battere i dodici figli di Re Astalidoro e a recuperare la corona per Milone che però non tiene fede alla promessa dichiarando di non voler donare ricchezze a un umile senza nome; tuttavia gli dice che potrà avere la sua terra se riuscirà a diventare cavaliere. Meschino chiede quindi consiglio a un mago, che gli suggerisce di andare in Egitto e tagliare sette volte la testa a un mostro per conoscere il suo passato. Il mostro è in realtà la Sfinge, all'interno della quale Paperino e Pippo trovano Antinisca, una principessa tenuta prigioniera dal terribile gigante Smemorio. Meschino riesce a sconfiggerlo e trarre in salvo la principessa, che però rifiuta di sposarlo poiché non possiede nessuna ricchezza. Poco distante dalla Sfinge il gruppo si imbatte in un campo di mandarini, uno dei quali in particolare è guardato da uno spaventoso drago. Il papero batte anche questo e l'albero si trasforma nella bella fata Mandarina, che finalmente gli rivela la verità: essendo nato da un uovo degli allevamenti di Milone, lui è di fatto un cavaliere e il suo vero nome è Paperino.
Grazie alla magia della fata il gruppo riesce a tornare da Milone un attimo prima che egli si imbarchi per l'America. Messo alle strette, il re, che è anche tutore di Antinisca decide di concedere a Paperino la terra che gli spetta e anche la mano della principessa. Giunto in America al seguito di Milone Paperino inizia a scavare; tuttavia arriva un'eclissi e Paperino è costretto a interrompere il lavoro finché non cessi, cosa che avviene solo al tramonto. Paperino si deve pertanto accontentare di un terreno esiguo: tuttavia egli non si scoraggia e costruisce un'abitazione che si sviluppa in altezza, antenata del moderno grattacielo. Vivrà quindi felice con Antinisca per il resto dei suoi giorni; dalla sua stirpe discenderà la famiglia dei Paperi il cui ultimo discendente è Paperino, che eredita quindi la maledizione della strega.
Ritornato al suo tempo Paperino ha finalmente scoperto la causa della sua sfortuna, e sconsolato si rende conto che la maledizione terminerà solo nel 2400.